# شاخک‌های برمودا
شاخک‌های برمودا (به انگلیسی: Bermuda Tentacles) فیلمی در ژانر علمی تخیلی و ترسناک به کارگردانی نیک لیون و نویسندگی جف مید و با بازی لیندا همیلتون است که با واکنش منفی منتقدان روبه‌رو شد. این فیلم در تاریخ ۱۲ آوریل ۲۰۱۴ اولین بار از شبکه سای‌فای پخش شد.

## داستان
وقتی که ایر فورس وان از بالای مثلث برمودا پرواز می‌کند ناگهان به داخل آن سقوط می‌کند؛ نیروی دریایی بهترین نیروهای خود را برای جستجو می‌فرستد اما آنها با موجودی روبه‌رو می‌شوند که برای همه سواحل اطراف خطری بزرگ محسوب می‌شود.

## نظرات
شاون هندلینگ در وبسایت هرونیوز می‌نویسد:
این فیلم هم باید با بقیه کشتی‌ها غرق شود.